# Hevesvezekény
Hevesvezekény község Heves vármegye Hevesi járásában.

## Fekvése
A középkori eredetű település a Hanyi-ér vízgyűjtő területén fekszik, Heves várostól mintegy 7 kilométerre délkeletre. A további szomszédos települések: észak felől Átány, északkelet felől Kömlő, délkelet felől Tarnaszentmiklós, dél felől pedig Pély. Keleti irányból a legközelebbi település Tiszanána, nyugat felől pedig Jászivány, de közigazgatásilag ezek egyikével sem határos.
A község külterületeinek jelentős része a Hevesi Füves Puszták Tájvédelmi Körzethez tartozó, természetvédelmi oltalom alatt álló terület.

### Megközelítése
Közúton Heves vagy Kisköre felől érhető el, mindkét irányból a 3209-es úton. Határszélét nyugaton érinti még a Heves-Pély közti 32 111-es számú mellékút is.
A hazai vasútvonalak közül az egykori Mátra-Körösvidéki HÉV vonalaként 1887. július 31-én megnyitott, 74 kilométer hosszú Kál-Kápolna–Kisújszállás-vasútvonal érinti, melynek egy megállási pontja van itt. Hevesvezekény megállóhely a belterület északkeleti szélén helyezkedik el, közúti elérését a falun átvezető 3209-es útból kiágazó, számozatlan önkormányzati út [Liliom út] biztosítja.

## Története
A település első okleveles említése 1234-ből ismert, a nevét akkor Wesequen névalakban jegyezték fel. Egy 1344. évi oklevél Kömlő szomszédjaként említi. 1526-ban mindössze egy porta volt a faluban, melynek akkori birtokosa a Losonczy család volt; 1564-ban tíz lakóját írták össze. Három évvel később a hatvani bég feldúlta a települést, amely így lakatlan pusztává vált; első temploma is ekkor semmisült meg. A következő mintegy másfél évszázad során többször újratelepült, majd elnéptelenedett; ez a folyamat egészen a 18. század elejéig tartott.
A 18. század elején, házasság útján Szalgháry József lett a helység legnagyobb birtokosa, aki a területének mintegy kétharmad részével rendelkezett, a fennmaradó egyharmad a Csókássy család birtoka volt. 1730-40 között épült a Szalgháry család reneszánsz stílusú kastélya. Az itteni úrbérrendezésre 1771-ben került sor, ekkor 5 jobbágy kapott telket. Az eljárás nem ment zökkenőmentesen, a helyi jobbágyok mintegy húsz éven át pereskedtek a birtokos családokkal. A teljes határ kimérése végül 1800-ban történt meg, az időközben teljes egészében majorsági birtokká vált község lélekszáma ekkor 454 fő volt. A viták végére a határ kimérése sem tett pontot, a pereskedések még a 19. században is jó darabig folytatódtak.

## Közélete

### Polgármesterei
- 1990–1994: Balogh Sándorné (független)[4]
- 1994–1998: Balogh Sándorné (független)[5]
- 1998–2002: Balogh Sándorné (független)[6]
- 2002–2006: Balogh Sándorné (független)[7]
- 2006–2010: Fenyves László (független)[8]
- 2010–2014: Fenyves László (független)[9]
- 2014–2019: Tóth Éva (független)[10]
- 2019–2024: Fenyves László (független)[11]
- 2024– : Lászka Kristóf (független)[1]

## Népesség
A település népességének változása:
| Lakosok száma | 630  | 625  | 632  | 623  | 633  | 614  | 602  |
|               | 2013 | 2014 | 2015 | 2021 | 2022 | 2023 | 2024 |

2001-ben a település lakosságának 100%-a magyar nemzetiségűnek vallotta magát.
A 2011-es népszámlálás során a lakosok 82,5%-a magyarnak, 0,2% németnek, 0,2% szerbnek mondta magát (17,5% nem nyilatkozott; a kettős identitások miatt a végösszeg nagyobb lehet 100%-nál). A vallási megoszlás a következő volt: római katolikus 56,3%, református 2,5%, felekezeten kívüli 5,3% (35,1% nem nyilatkozott).
2022-ben a lakosság 91%-a vallotta magát magyarnak, 0,2-0,2% cigánynak, szlovénnek, szerbnek és németnek, 2,1% egyéb, nem hazai nemzetiségűnek (8,8% nem nyilatkozott; a kettős identitások miatt a végösszeg nagyobb lehet 100%-nál). Vallásuk szerint 38,5% volt római katolikus, 4,3% református, 0,9% egyéb keresztény, 0,8% egyéb katolikus, 13,6% felekezeten kívüli (41,9% nem válaszolt).

## Nevezetességei
- Szalgháry-kastély 1770 körül épült [15][16]
- Mlinkó kastély Kastély Presszó és Posta[17]
- Szinay-Vratarics-kúria 1840 körül épült, klasszicista épület, ma polgármesteri hivatal[18]